# Icebreaker (chanson)
Pour les articles homonymes, voir Icebreaker.
Singles de Agnete
Hurricane Lover
(2015)
Icebreaker (« Brise-glace » en français) est un single et une chanson de la chanteuse norvégienne Agnete.
La chanson représentera la Norvège au Concours Eurovision de la chanson 2016. Elle a été écrite par Agnete ainsi que par Gabriel Alares et Ian Curnow. La chanson est sortie en téléchargement digital le 2 février 2016 sous Aiko Music.

## Concours Eurovision de la chanson
Agnete fut annoncée comme l'un des dix artistes participants du Melodi Grand Prix 2016 avec la chanson "Icebreaker" le 19 janvier 2016. Elle a chanté lors de la finale, le 27 février et a plus tard été annoncée comme la gagnante obtenant 166 728 votes par le public norvégien. Elle représentera la Norvège dans le Concours Eurovision de la chanson 2016, performant dans la seconde partie de la deuxième demi-finale, le 12 mai.

## Liste des titres
| 1. | Icebreaker | 2:56 |

## Sortie
| Pays         | Date           | Format                   | Label      |
| ------------ | -------------- | ------------------------ | ---------- |
| Monde entier | 2 février 2016 | Téléchargement numérique | Aiko Music |